# Gasztrointesztinális perforáció
Gasztrointesztinális perforáció a gyomor vagy a belek teljes átlyukadását jelenti. Az átlyukadás (perforatio) következtében a gyomor ill. bél tartalma szabadon átmehet a hasüregbe, ahol az emésztőnedvekkel és a belekből származó baktériumokkal illetve szennyező anyagokkal gyulladást okoz (peritonitis).
Ez a megbetegedés tehát azonnali operációt igényel.

## Okozói
- Gyomorfekély
- Vakbélgyulladás
- Gasztrointesztinális rák
- Divertikulitisz
- Ascariasis (Orsóféreg)
- Superior Masenteric Arterial Syndrome
- Trauma

## Tünetei
- éles hasfájás
- hányinger
- hányás
- tachycardia

majd láz, hidegrázás, csuklás.

## Diagnózis
- perforált gyomorfekély esetén a beteg mozdulatlanul ül, felhajtott térdekkel
- tapintásra a hasfal kemény
- a hastájék röntgenképe gáz jelenlétét mutatja a hasüregben (hidro-aerikus nivó)
- ultrahang és CT vizsgálattal ki lehet mutatni a perforáció helyét. Ezenkívül a többi hasüregi szerv állapotáról is ad információt
- vérvizsgálat sokszor a fehérvérsejtszám emelkedését mutatja

## Kezelés
A kezelés a betegség pontos okától is függ, de sebészeti beavatkozásra majdnem mindig szükség van. Ha a peritonitis tünetei nincsenek jelen, akkor gram-negatív és anaerob baktériumokra ható antibiotikum kezelést állítanak be.

## Fordítás
Ez a szócikk részben vagy egészben  a   Gastrointestinal perforation című angol Wikipédia-szócikk ezen változatának fordításán alapul.  Az eredeti cikk szerkesztőit annak laptörténete sorolja fel. Ez a jelzés csupán a megfogalmazás eredetét és a szerzői jogokat jelzi, nem szolgál a cikkben szereplő információk forrásmegjelöléseként.